# Never as Good as the First Time
Singles de Sade
Is It a Crime?
(1985) Love Is Stronger Than Pride
(1988)
Clip vidéo
[vidéo] « Never as Good as the First Time », sur YouTube
Never as Good as the First Time  est une chanson du groupe britannique Sade parue sur leur deuxième album studio Promise (1985). Elle est écrite par Sade Adu et Stuart Matthewman. La chanson est sortie le 5 mars 1986 chez Epic Records en tant que troisième et dernier single de l'album,.

## Composition et paroles
Never as Good as the First Time (« Jamais aussi bon que la première fois », en anglais) est une chanson R&B, sophisti-pop et funk.
Sade Adu écrit et compose cette chanson, avec son guitariste-saxophoniste Stuart Matthewman, dans la continuité du style de son œuvre, sur le thème des souvenirs nostalgiques de sa précédente « histoire d'amour tabou » de ses deux précédents singles et clips du même album The Sweetest Taboo (le plus doux des tabou) et Is It a Crime? (est-ce un crime ? ) « Qui pourrait égalé le bonheur suprême, le frisson du premier baiser, ca n'est jamais aussi bien que la première fois, les bons moments viennent et s'en vont... »

## Accueil critique
Le critique Frank Guan de Vulture, site du New York Magazine, note que « Presque toutes les chansons de Sade parlent d'engagement et de sécurité, mais celle-ci, une ode à la connexion et à la vie purement dans le présent, est l'exception. Le rythme téméraire correspond à l'abandon des paroles. Ce n'est pas un hasard si le clip montre principalement Sade faisant la course à cheval à travers la rase campagne, ce qui est si génial qu'il est tentant de remplacer entièrement Internet par des GIF de Sade faisant la course à cheval à travers la rase campagne ».

## Clip
Le clip est tourné comme un souvenir en noir et blanc, par Brian Ward, également réalisateur des deux autres clips The Sweetest Taboo et Is It a Crime? du même album. 
Sade chevauche un cheval andalou au galop (synchronisé avec la rythme de la musique) dans des paysages désertiques d'El Rocío en Andalousie, en Espagne, sur fond de l'hacienda Sanctuaire de la Blanche-Colombe d'El Rocío et de partie de jeu de cartes espagnol, avec un décor de désert ouest américain, un cheval, et une moto en clin d’œil souvenir nostalgique à ses précédentes chevauchées amoureuses du clip The Sweetest Taboo.

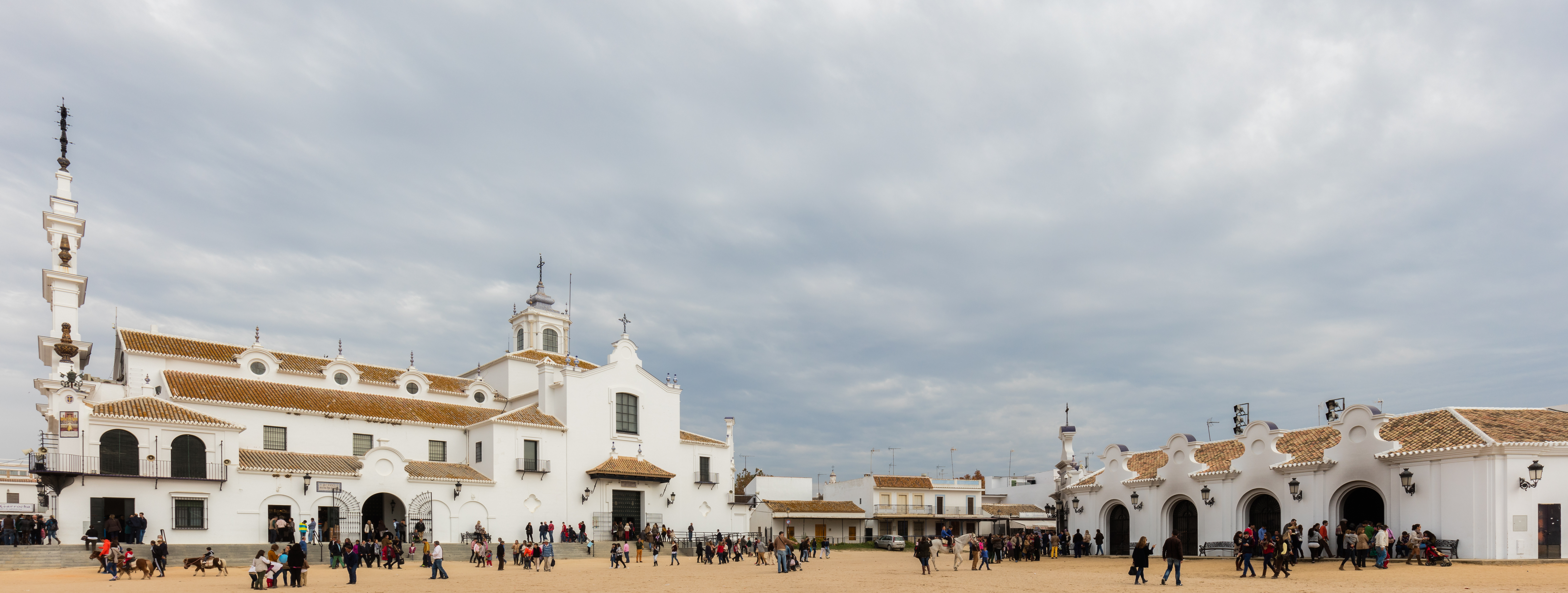
Sanctuaire de la Blanche-Colombe d'El Rocío, en Andalousie
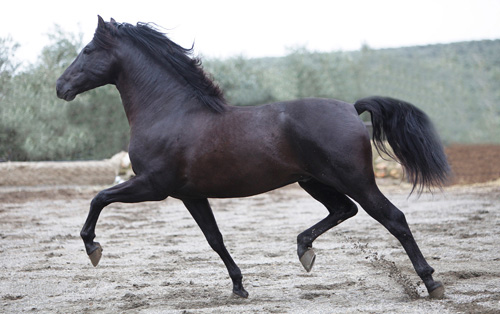
Cheval andalou.

## Crédits
Sade
- Sade Adu : chant
- Andrew Hale : synthétiseur
- Paul Denman (en) : guitare basse
- Stuart Matthewman : guitare, saxophone
- Dave Early (en) :  batterie, percussions

Musiciens additonnels
- Martin Ditcham (en) : batterie, percussion
- Pete Beachill : trombone
- Terry Bailey : trompette

## Classements hebdomadaires
| Classement (1986)                        | Meilleure position |
| ---------------------------------------- | ------------------ |
| Allemagne de l'Ouest (Media Control)     | 65                 |
| Australie (Kent Music Report)            | 70                 |
| Canada (Top Singles)                     | 34                 |
| Canada (Adult Contemporary Tracks)       | 6                  |
| États-Unis (Hot 100)                     | 20                 |
| États-Unis (Adult Contemporary)          | 6                  |
| États-Unis (Hot Black Singles)           | 8                  |
| États-Unis (Dance Singles Sales)         | 18                 |
| États-Unis (Cash Box Top 100)            | 23                 |
| États-Unis (Cash Box Black Contemporary) | 9                  |
| Irlande (IRMA)                           | 29                 |
| Nouvelle-Zélande (RMNZ)                  | 31                 |
| Pays-Bas (Nederlandse Top 40)            | 35                 |
| Pays-Bas (Single Top 100)                | 38                 |
| Royaume-Uni (UK Singles Chart)           | 89                 |